# Porta della Resurrezione
La Porta della Resurrezione (in russo Воскресенские ворота?, Voskresenskie vorota) è la porta cittadina del Kitaj-gorod, a Mosca. Ai piedi dell'edificio sorge la celebre Cappella iberica (in russo Иверская часовня?, Iverskaja časovija), mentre ai due lati si trovano il Museo statale di storia e l'ex Municipio di Mosca. Collega la Piazza Rossa alla Piazza del Maneggio e, per lungo tempo, ha dato il nome allo spazio oggi noto come Piazza della Rivoluzione.

## Storia e descrizione

### Porta della Resurrezione
I lavori di costruzione dell'edificio iniziarono nel 1535, quando le vecchie mura del Kitaj-gorod vennero rifondate in mattoni, in base ad un progetto dell'architetto italiano Pietro Annibale, conosciuto in Russia con il soprannome di Petrok Malyj. Nel 1680 la porta fu ricostruita ed alla sua sommità furono erette due torri, entrambe coronate dall'emblema bizantino dell'aquila bicipite, mentre un'icona della Resurrezione di Gesù fu posta nella parete che si affaccia sulla Piazza Rossa. Da quest'ultimo particolare deriva il nome della struttura. Fino al 1731 le due torri furono condivise dalla zecca e dalla direzione dell'ordine farmaceutico di Mosca. In seguito, alcuni locali dell'edificio ospitarono la tipografia dell'Università statale fondata da Michail Lomonosov. Nikolaj Novikov, che diresse la tipografia sul finire del XVIII secolo, trasformò il secondo piano della struttura nel suo luogo di lavoro.

### Cappella iberica
Nel 1669, ai piedi della Porta ed in direzione della Piazza Rossa, fu costruita una piccola cappella in legno, ospitante una copia della Panagia Portaitissa del Monastero di Iviron sul Monte Athos, l'icona miracolosa nota anche col nome di Vergine Iberica. Nel 1781 la cappella in legno fu ristruttura, ma nel 1791 si decise di riedificarla in pietra, sulla base del progetto dell'architetto Matvej Kazakov. Nel 1812 il pittore italiano Pietro Gonzaga completò la decorazione interna ed esterna della costruzione, alla cui sommità fu posta la statua dorata di un angelo che sorregge la croce. La cappella fu poi affidata alla custodia del Monastero Nikolo-Perervinskij. Secondo la tradizione popolare, chiunque si muovesse in direzione della Piazza Rossa e del Cremlino visitava la cappella. I mendicanti e i fuorilegge pregavano in questo luogo accanto ai nobili ed allo stesso zar. Fu qui che il famoso ribelle Emel'jan Pugačëv chiese perdono ai russi a poche ore di distanza dalla sua esecuzione. Della sempre gremita cappella, adorna di candele accese giorno e notte, si trovano riferimenti in alcune opere di autori come Lev Tolstoj, Ivan Bunin, Marina Cvetaeva, H. G. Wells e Astolphe de Custine. Una copia esatta dell'edificio fu costruita a Tomsk nel 1858, demolita dai sovietici nel 1932, e riedificata nel 2002.

### Demolizione e ricostruzione
Sul finire degli anni venti il governò sovietico maturò l'idea di abbattere la struttura, in quanto ritenuta d'ostacolo per i veicoli militari che transitavano sulla Piazza Rossa durante le frequenti parate. Fu così che nel 1929 fu demolita la cappella e due anni più tardi la Porta. Tra il 1994 ed il 1995 l'intero complesso fu ricostruito ed una nuova icona della Vergine Iberica, dipinta sul Monte Athos, è stata posta all'interno della cappella.

## Galleria d'immagini

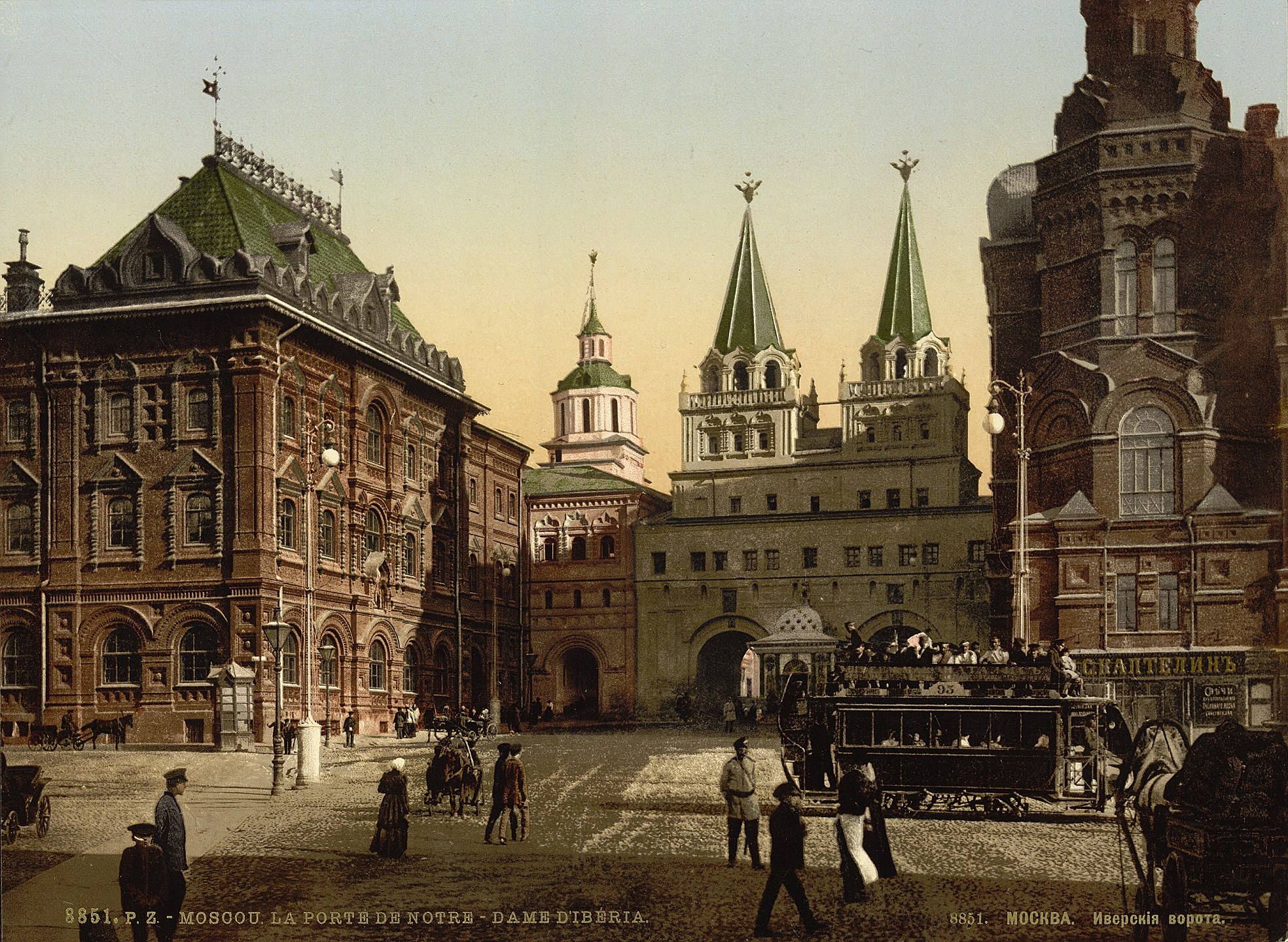
Il monumento in una cartolina del XIX secolo

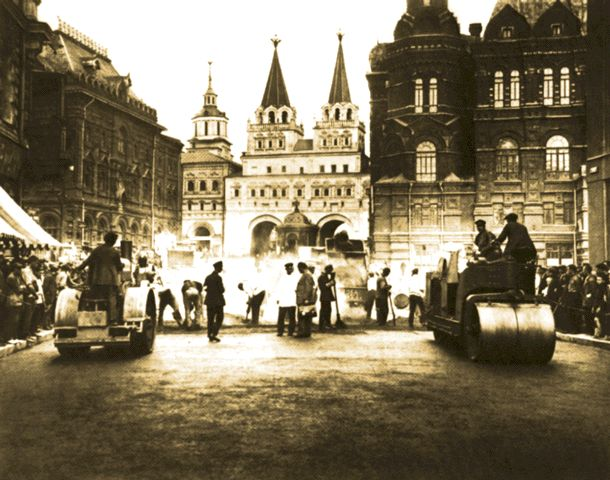
La Porta della Resurrezione in una foto del 1929

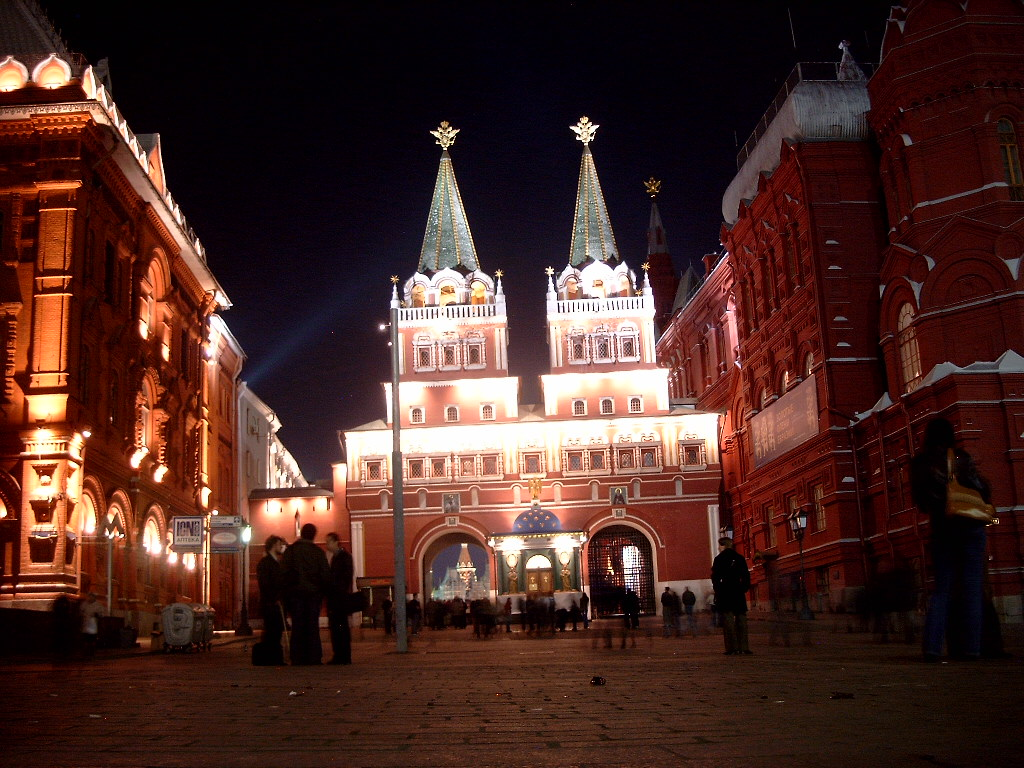
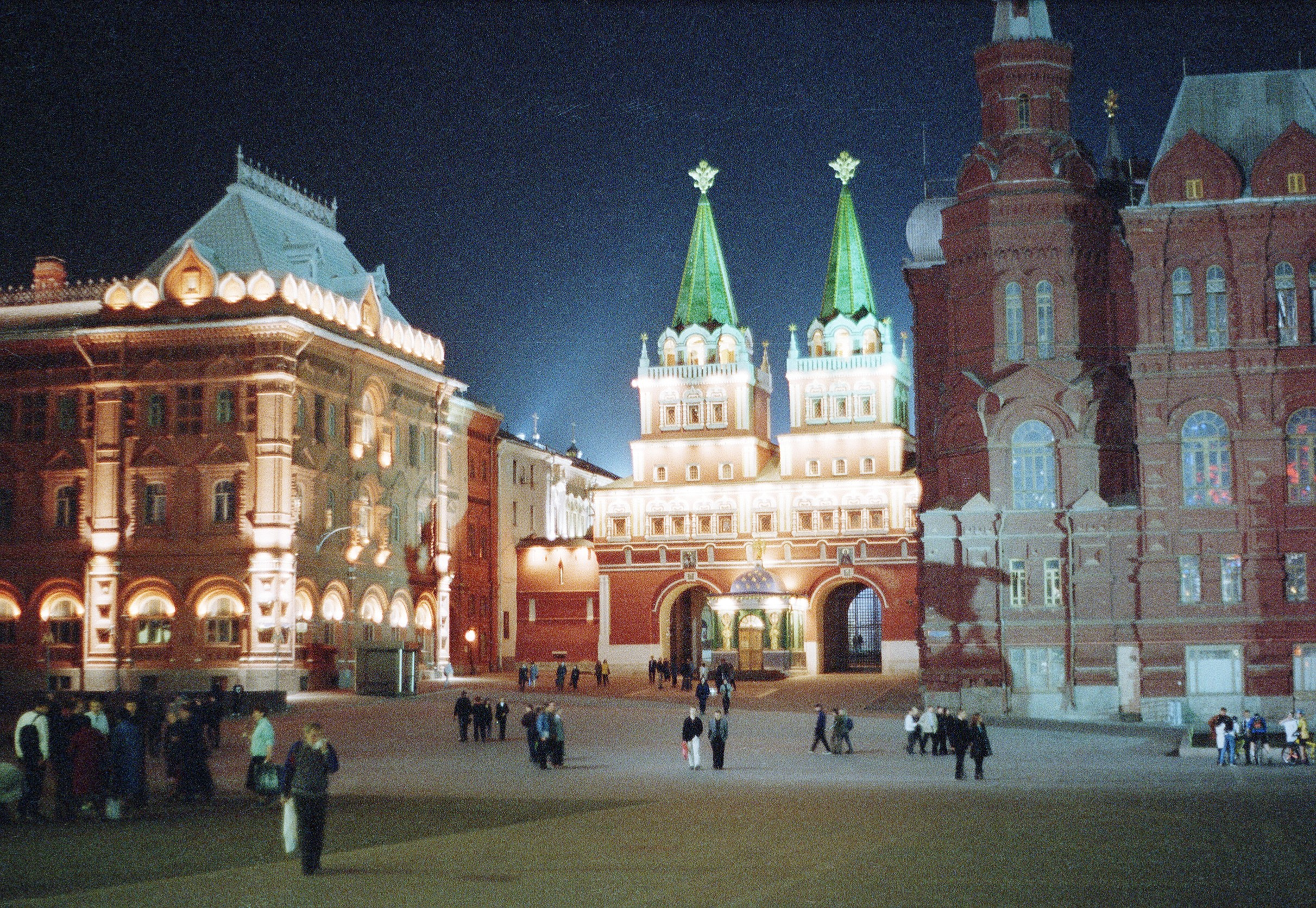
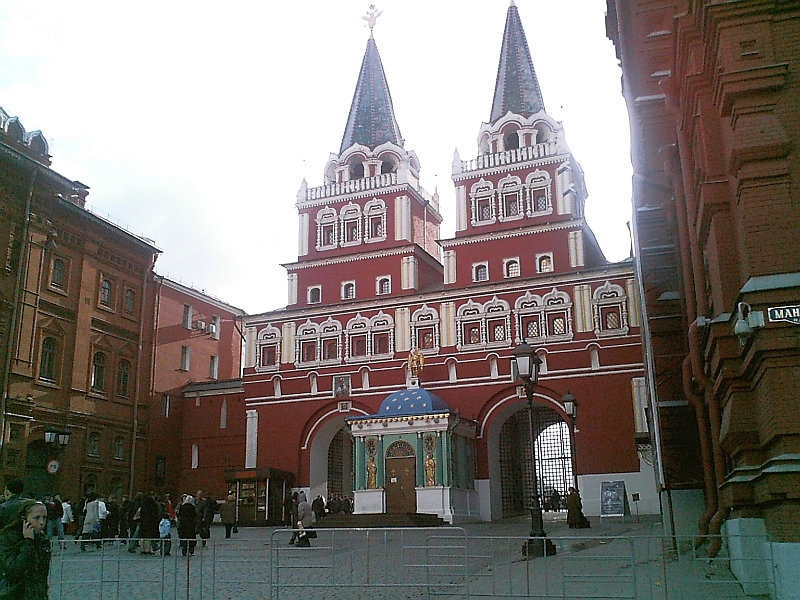
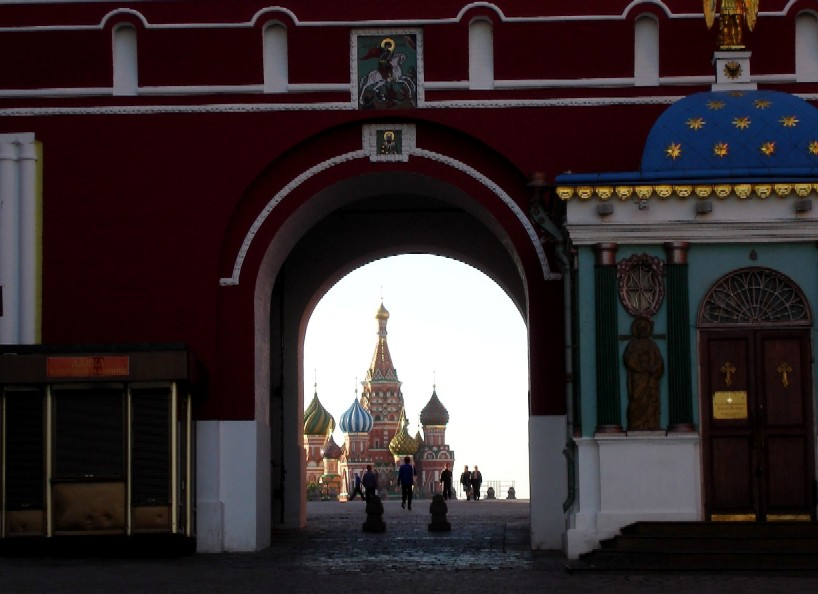
Vista della Cattedrale di San Basilio
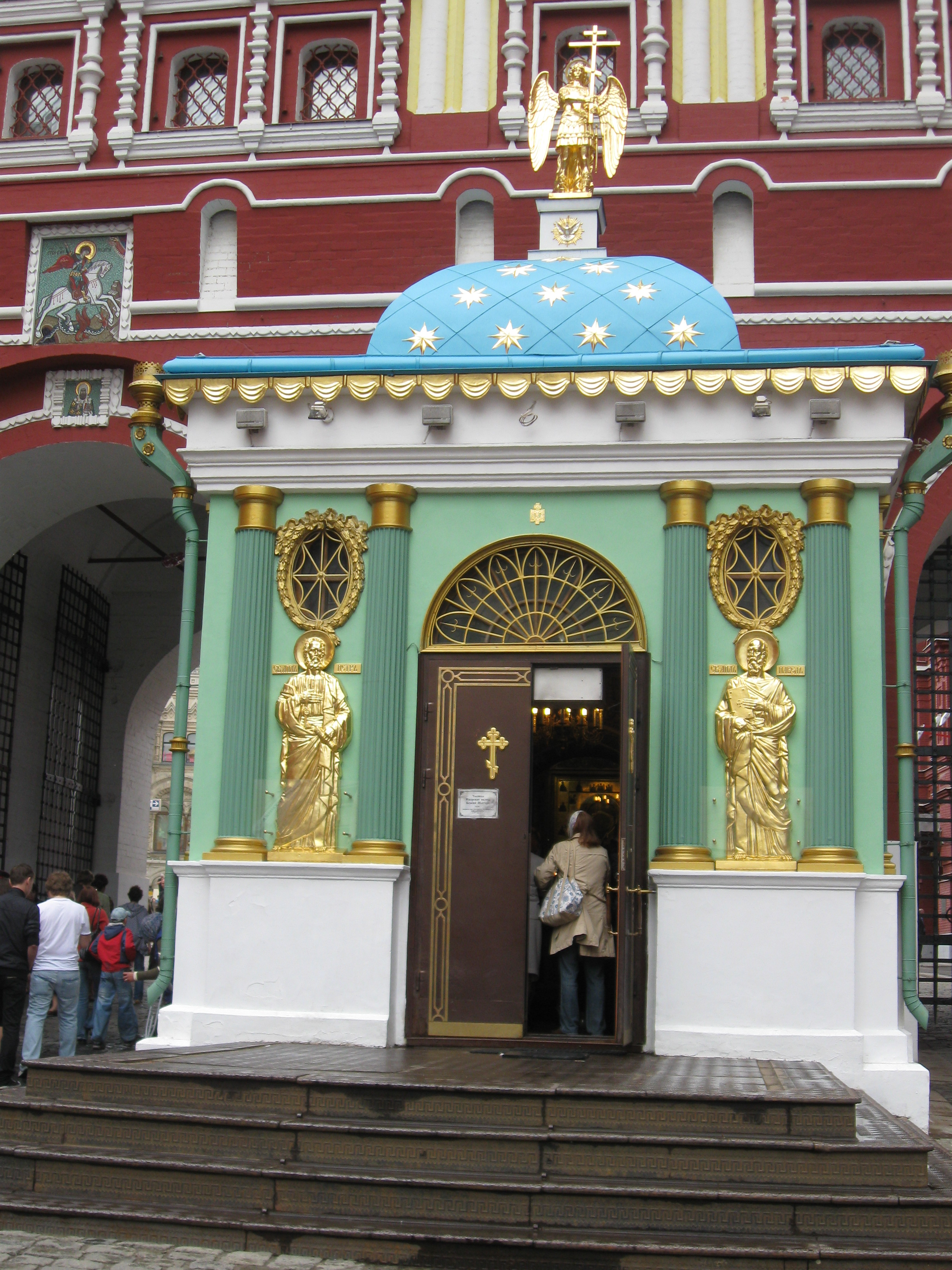
La Cappella iberica
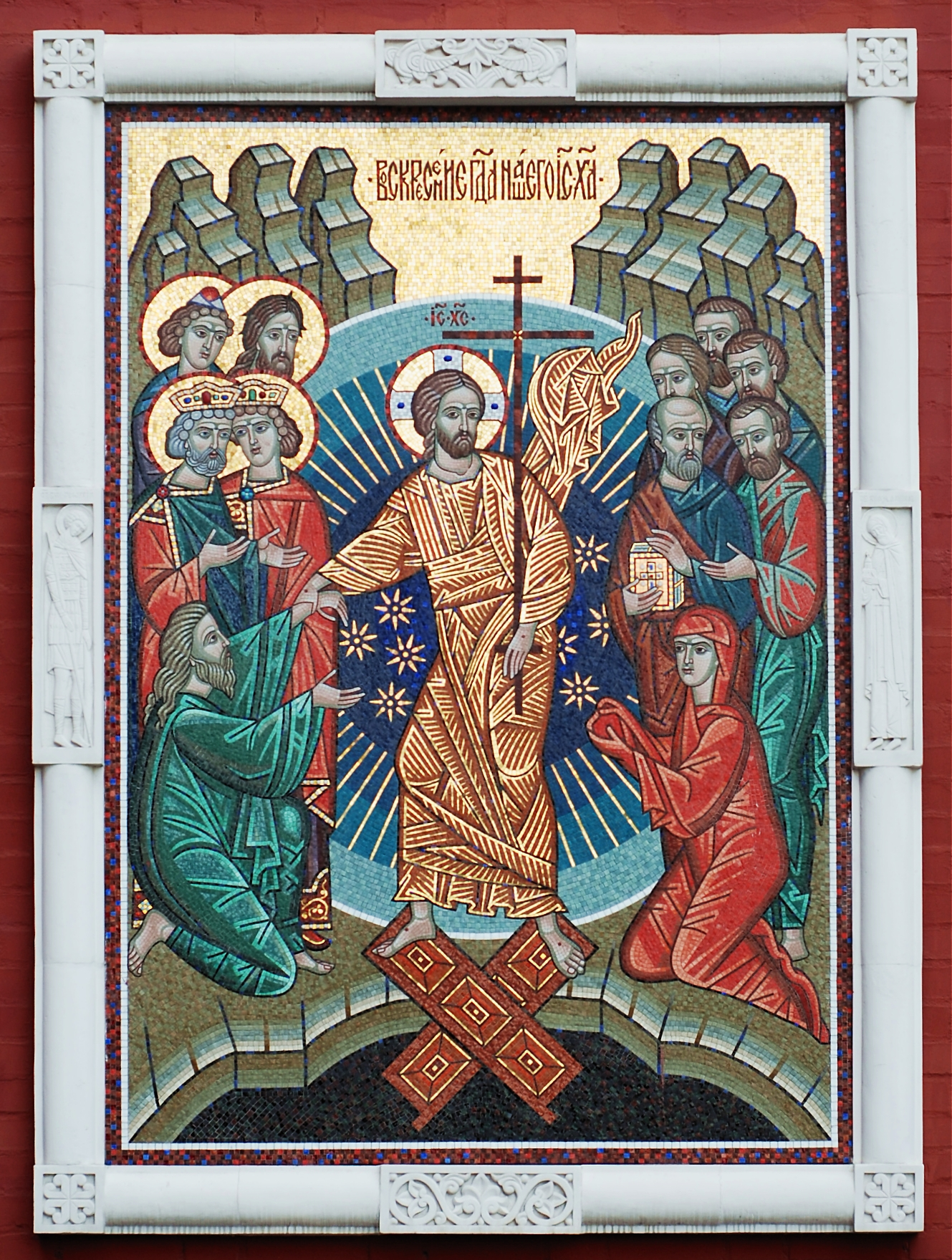
L'icona della Resurrezione